# Константин Коидакис
Константин (на гръцки: Κωνσταντίνος, Константинос) е гръцки духовник, митрополит на Китроска и Катеринска епархия от 1934 до 1954 година.

## Биография
Роден е на 3 юли 1876 година със светското име Коидакис (Κοϊδάκης) в смирненското село Агия Параскеви, тогава в Османската империя. Учи в евангелисткото училище в Смирна, а след това в патриаршеското училище в Цариград. От 1895 до 1901 година учи в Халкинската семинария. На 6 февруари 1900 година Константин е ръкоположен за дякон в църквата на манастира „Света Троица“ в Халки. Докато се дипломира в Халки е назначен за професор в училището на Халкедон. На 21 май 1906 година е ръкоположен за свещеник в Халкедон, където продължава да служи като ръководител на катедралата, а вече и като главен викарий на епархията.
На 14 септември 1908 година е ръкоположен за титулярен дафнуски епископ, викарен епископ на Халкидонската митрополия. На 8 март 1912 година е избран за галиполски и мадитоски митрополит. На 7 октомври 1924 година е избран за митрополит на новата Пломарийска митрополия. На 23 март 1934 година е избран за китроски и катерински митрополит.
Автор е на много книги, както по време на престоя си в Източна Тракия, така и като митрополит. Сред важните му работи са: Η Ορθόδοξος Χριστιανική Κατήχησις, Λόγοι Εκκλησιαστικοί, Εγκύκλιος κατά των Χιλιαστών, Η Ανάστασις του Χριστού, Κώδιξ Ορθοδόξου Χριστιανικής Πίστεως, Γεωλογία της Αγίας Γραφής, Ο Σχηματισμός της Αγίας Γραφής, Η γνησιότης των Τεσσα΄ρων Ευαγγελιών, Το δισύνθετον του ανθρώπου и много други.
На 31 януари 1954 година поради сериозни здравословни проблеми подава оставка до Светия синод на Църквата на Гърция. Умира в Катерини на 30 март 1954 година – няколко дни след избирането на неговия наследник Варнавас.
Умира на 30 март 1954 година.